# 西布罗姆维奇足球俱乐部
西布朗足球會（英語：West Bromwich Albion Football Club，发音为/wɛst ˈbrɒmɨdʒ/），简称“西布朗”（West Brom），英格蘭西米德蘭茲郡羅的足球會，於1878年創立，是足球聯盟創始成員，主場為山楂球场，現時在英格蘭足球冠軍聯賽競逐。

## 歷史

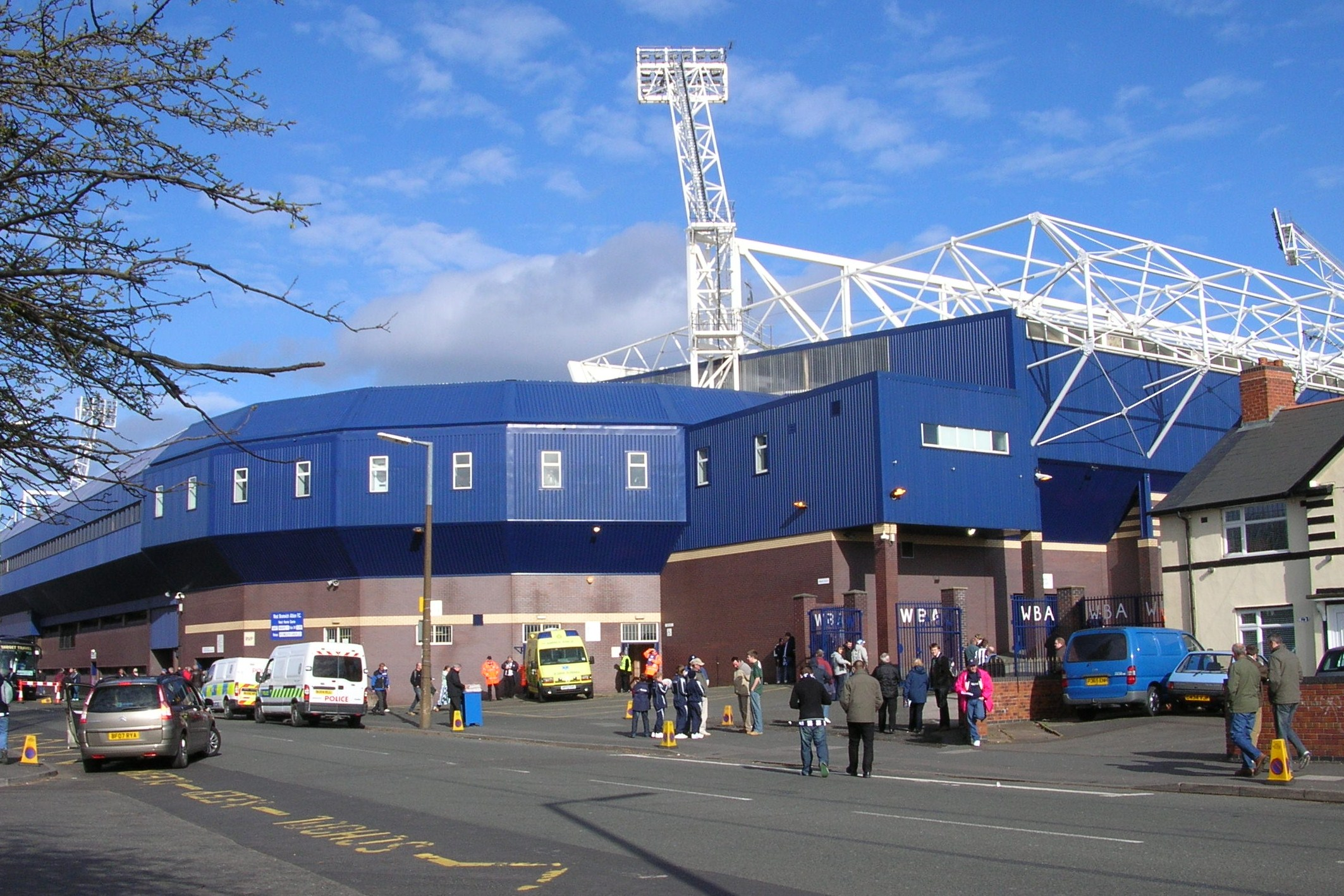
山楂球場外觀

西布朗在1986年由當時的舊甲組聯賽降班後，有十多年在第二、三級聯賽中浮沉。至廿一世紀，西布朗在2002年至2010年八年間，曾四次由英格蘭冠军聯賽升上英格蘭足球超級聯賽，又有三次由英超回降至英冠，成為英格蘭聯賽其中一隊著名的『升降機』，2009/10年球季奪得英格蘭冠军聯賽亞軍再次回升英格蘭足球超級聯賽後，西布朗之後連續七屆取得英超聯賽榜中游位置。
2016年9月15日，西布罗姆维奇官网宣布以赖国传为首的中国财团已经完成对俱乐部的收购。它成为第一支由中国大陆资本控股的英超球队。
2017/18年度球季，西布朗在首兩場聯賽取得勝利後，接下來連續二十場聯賽不勝，結果球會在2017年11月辭退帶領西布朗近三年的領隊東尼·佩利斯，改任阿倫·柏祖為新任領隊，但球隊成績沒有改善，自2018年2月第25輪聯賽後，西布朗連續三個月位處聯賽榜末。2018年4月2日，經歷聯賽八連敗的西布朗辭退柏祖，改任球隊教練戴倫·摩亞為看守領隊，球隊在戴倫·摩亞領軍後反而取得五戰三勝兩和的佳績，當中包括擊敗前列球隊曼聯和熱刺，以及迫和利物浦，戴倫·摩亞更因此當選2018年4月英超最佳領隊。但因西布朗之前失分太多，在2018年5月8日修咸頓擊敗史雲斯後，宣告護級失敗，來屆返回英冠作賽。
返回英冠作賽的西布朗正式聘任戴倫·摩亞為領隊，摩亞帶領下西布朗在2018/19年度長期處於前列位置，但球會卻在2019年3月將摩亞解僱。西布朗最後以第四名完成此季聯賽，取得參加升班附加賽資格，但在附加賽準決賽互射十二碼不敵阿士東維拉，來季繼續在英冠作賽。
2019/20年度英冠聯賽，西布朗長期位處前列位置，最後奪得英冠聯賽亞軍，來屆返回英超作賽。可惜回升英超的西布朗表現不濟，在2020/21年度英超首十三場聯賽，只取得七分位處聯賽榜倒數第二，球會於2020年12月解僱帶領球隊升班的領隊比歷，改聘用有多年執教護級球隊經驗的艾拿戴斯為新領隊，但更換領隊後西布朗沒有太大起色，再加上班主不願意在球隊身上再花錢，在35周聯賽以1-3不敵阿仙奴後，提早三輪聯賽確定護級失敗，來屆返回英冠作賽。

## 大事紀年
| 年 份   | 事 項 |
| ------- | --- |
| 1885-86 | 決賽0-0，重賽0-2負於，足總盃亞軍                                                                          |
| 1886-87 | 決賽 0-2 負於，足總盃亞軍                                                                                 |
| 1887-88 | 決賽2-1擊敗普雷斯頓，足總盃冠軍                                                                           |
| 1888-89 | 足球聯盟成立創始成員。足總盃晉身四強                                                                      |
| 1890-91 | 足總盃晉身四強                                                                                            |
| 1891-92 | 決賽3-0擊敗，足總盃冠軍（第二次）                                                                         |
| 1894-95 | 決賽0-1負於，足總盃亞軍                                                                                   |
| 1895-96 | 甲組聯賽排第十六位，鄰選賽四戰2勝1和1負排第二位，保留甲組席位                                             |
| 1900-01 | 甲組聯賽排第十八位，降級乙組。足總盃晉身四強                                                              |
| 1901-02 | 乙組聯賽冠軍，升級甲組                                                                                    |
| 1904    | 甲組聯賽排第十八位，降級乙組。                                                                            |
| 1906-07 | 足總盃晉身四強                                                                                            |
| 1908-09 | 乙組聯賽因得失球率被壓過排第三位，錯過升級機會                                                            |
| 1910-11 | 乙組聯賽冠軍，升級甲組                                                                                    |
| 1911-12 | 決賽0-0，重賽0-1負於 ，足總盃亞軍                                                                         |
| 1919-20 | 甲組聯賽冠軍                                                                                              |
| 1924-25 | 甲組聯賽亞軍                                                                                              |
| 1927    | 甲組聯賽排第廿二位，降級乙組。                                                                            |
| 1930-31 | 乙組聯賽亞軍，升級甲組。決賽3-1擊敗，足總盃冠軍（第三次）                                                 |
| 1933-34 | 決賽2-4負於，足總盃亞軍                                                                                   |
| 1936-37 | 足總盃晉身四強                                                                                            |
| 1938    | 甲組聯賽排第廿二位，降級乙組。                                                                            |
| 1948-49 | 乙組聯賽亞軍，升級甲組                                                                                    |
| 1953-54 | 甲組聯賽亞軍。決賽3-2擊敗普雷斯頓，足總盃冠軍（第四次）                                                   |
| 1956-57 | 足總杯晉身四強                                                                                            |
| 1965-66 | 決賽兩回合累計5-3擊敗，聯賽盃冠軍                                                                         |
| 1966-67 | 決賽2-3負於，聯賽盃亞軍                                                                                   |
| 1967-68 | 決賽1-0擊敗，足總盃冠軍（第五次）                                                                         |
| 1968-69 | 足總盃晉身四強。晉身八強                                                                                  |
| 1969-70 | 決賽0-1負於曼城，聯賽盃亞軍                                                                               |
| 1972    | 甲組聯賽排第廿二位，降級乙組。                                                                            |
| 1975-76 | 乙組聯賽季軍，升級甲組                                                                                    |
| 1977-78 | 足總盃晉身四強                                                                                            |
| 1978-79 | 歐洲足協杯晉身八強                                                                                        |
| 1981-82 | 聯賽盃晉身四強。足總盃晉身四強                                                                            |
| 1986    | 甲組聯賽排第廿二位，降級乙組。                                                                            |
| 1991    | 乙組聯賽排第廿三位，降級丙組。                                                                            |
| 1992-93 | 超聯成立丙組改組為乙組《III》。排第四位，附加賽準決賽兩回合累計3-2擊敗，溫布萊決賽3-0擊敗，升級甲組《II》 |
| 1994    | 甲組《II》聯賽僅以得失球差較高入球排第廿一位，避免降級                                                    |
| 2000-01 | 甲組《II》聯賽排第六位，附加賽準决賽兩回合累計2-5負於                                                     |
| 2001-02 | 甲組《II》聯賽亞軍，升級英超                                                                              |
| 2003    | 超級聯賽排第十九位，降級甲組《II》                                                                        |
| 2003-04 | 甲組《II》聯賽亞軍，升級英超                                                                              |
| 2006    | 超級聯賽排第十九位，降級英冠                                                                              |
| 2006-07 | 冠軍聯賽排第四位，附加賽準決賽兩回合累計4-2擊敗狼隊，溫布萊決賽0-1負於                                    |
| 2007-08 | 足總盃晉身四強。冠軍聯賽冠軍，升級英超                                                                    |
| 2008-09 | 超級聯賽排第廿位，降級英冠                                                                                |
| 2009-10 | 冠軍聯賽排第二位，升班英超                                                                                |
| 2017-18 | 超級聯賽排第廿位，降級英冠                                                                                |
| 2018-19 | 冠軍聯賽排第四位，附加賽準決賽兩回合累計2-2,十二碼3-4負於阿士東維拉                                       |
| 2019-20 | 冠軍聯賽排第二位，升班英超                                                                                |
| 2020-21 | 超級聯賽排第十九位，降級英冠                                                                              |

## 勝利大逃亡

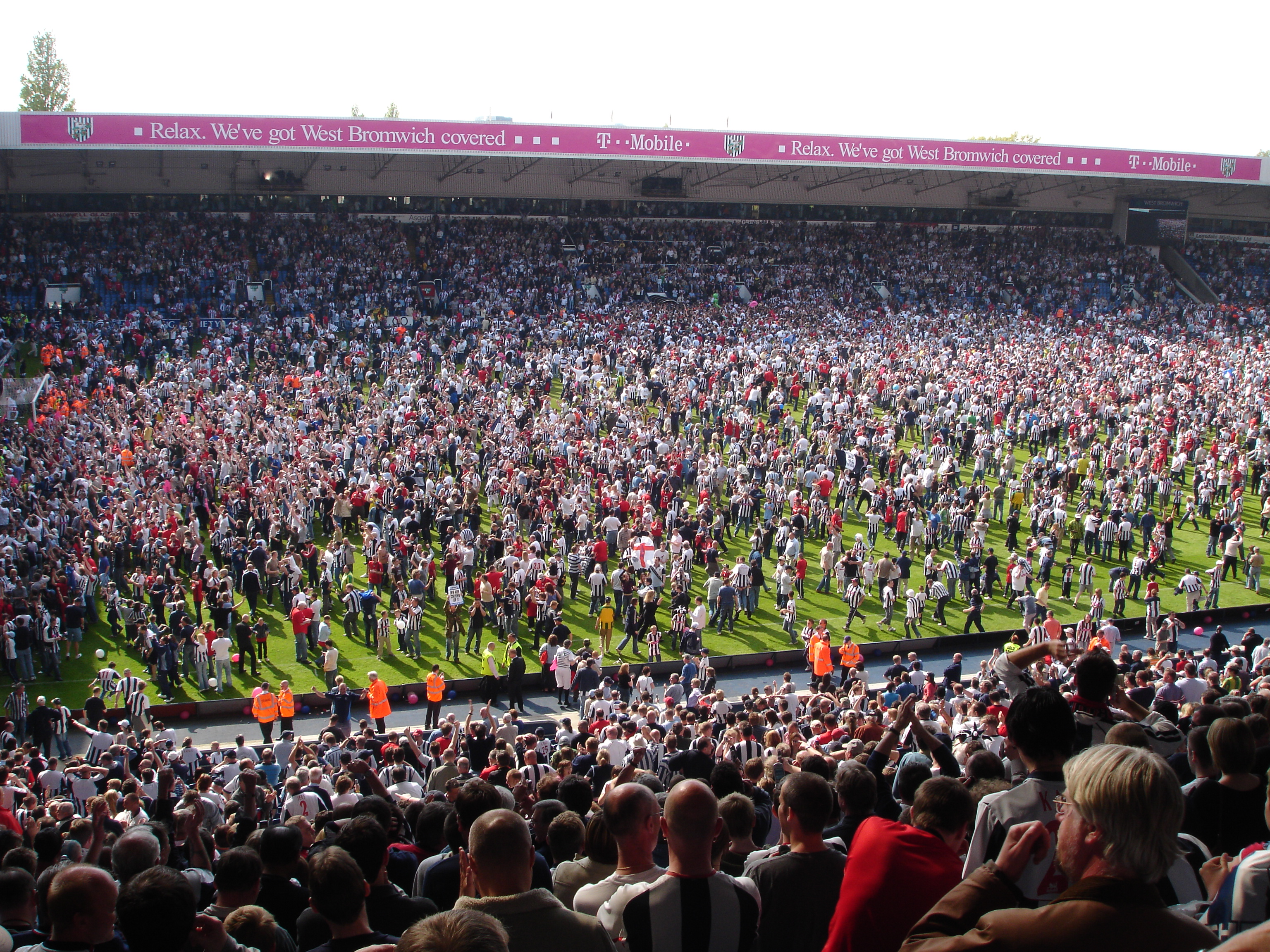
保級成功後球迷擁進球場草坪

在2004年11月9日被任命為領隊，他的主要任務是指挥西布朗保住英超的席位。當時西布朗位於降級危險線之上的第十七位，但在聖誕節後，西布朗位列榜尾。在英超歷史內，沒有一支聖誕節时垫底的球隊能在赛季末逃過降級厄運。新年後的1月22日西布朗以2:0击敗曼城，白賴仁·笠臣取得接手後首場勝仗。在三月中取得四戰不敗的佳績而脫離榜尾的位置，但仍處於降級旋渦中。在最後一輪前一週的比賽，西布朗以1:1戰平曼聯，但仍被擠進榜尾，距離安全線上的诺里奇城兩分。在2004/05年賽季最後一輪的比賽出現驚奇的賽果，西布朗以2:0戰勝，同時間進行比賽的保級對手，包括水晶宮、诺里奇城及 紛紛敗陣，令西布朗成功留在英超，成为首支聖誕節後垫底而可以最终保级的球队。
可一不可再，新球季西布朗重金購入（Diomansy Kamara）及（Nathan Ellington）配搭老將（Kevin Campbell）或，再從利物浦借用年青門將，但卻借出有入球能力的（Jason Koumas），在季尾再次陷入護級漩渦，急需改善攻力的西布朗購入司職中場的（Nigel Quashie）。2006年4月29日當主要對手2-1擊敗後，與同告護級失敗，來屆降級冠軍聯賽。

## 球會近況

### 盃賽成績
| 圈數     | 日期          | 主／客   | 對賽球隊 | 紀錄                                             |
| 聯 賽 盃 | 聯 賽 盃      | 聯 賽 盃 | 聯 賽 盃 | 聯 賽 盃                                         |
| -------- | ------------- | -------- | -------- | ------------------------------------------------ |
| 第二圈   | 2021年8月26日 | 主       | 阿仙奴   | 負0 - 6 （页面存档备份，存于）                   |
| 足 總 盃 |               |          |          |                                                  |
| 第三圈   | 2021年1月9日  | 客       | 黑池     | 和2 - 2 互射十二碼負2 - 3 （页面存档备份，存于） |

## 主場球場

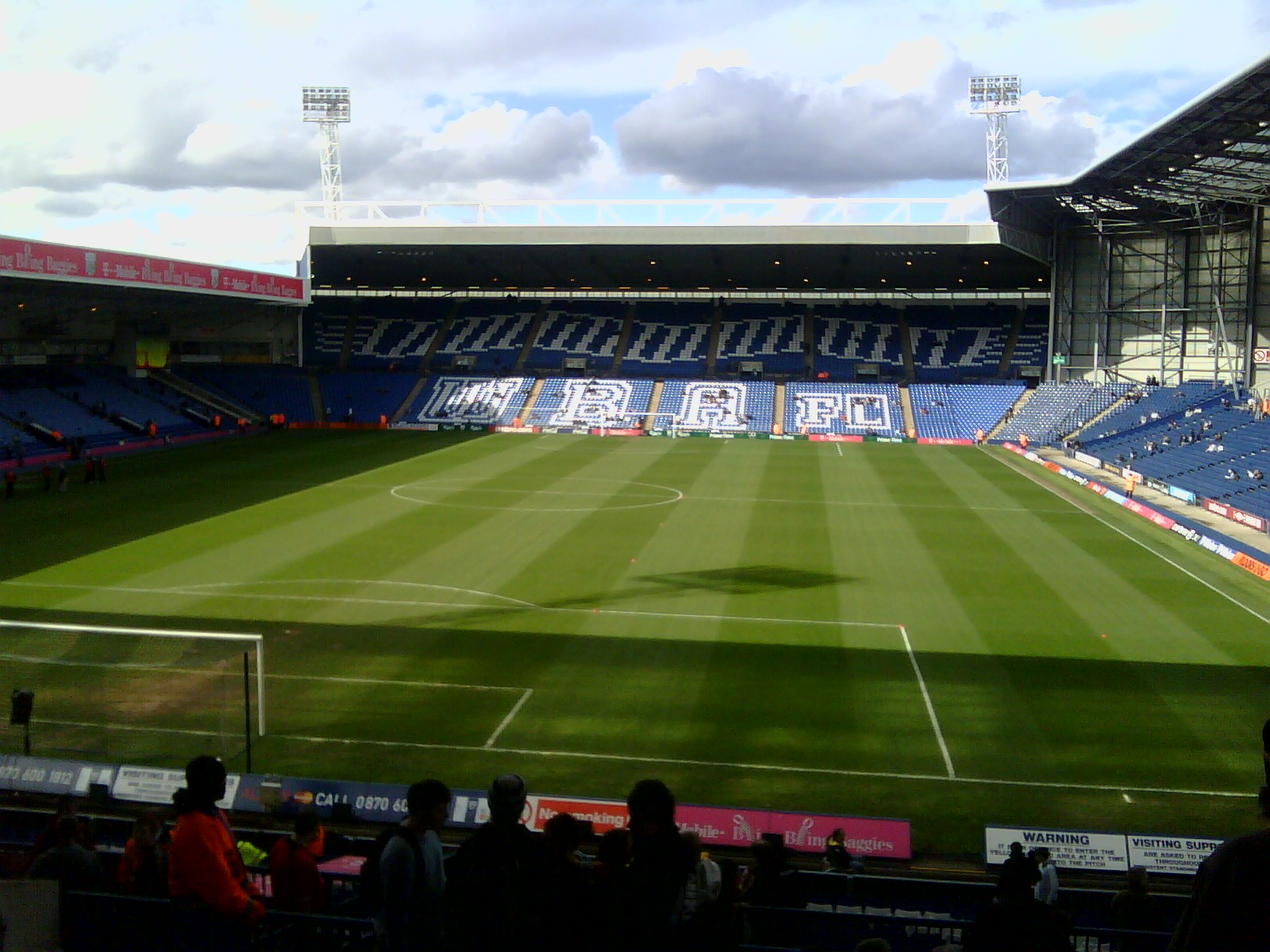
山楂球場內觀

山楂球場位於英格蘭砂井的西布朗，自1900年9月3日已是西布朗足球會的主場球場，全座席可容27,877人。山楂球場以前處於伯明翰及斯梅西克的分界，在1960年代本地政府微調分界將山楂球場劃歸斯梅西克，現在則完全屬於砂井。球場的名字取自原址苗圃出售的“山楂樹”（薔薇科觀賞植物）。位處海拔551英呎，山楂球場是92支聯賽球隊中最高的球場。

### 看台
| 夏福斯徑看台 建築年期：1979 - 1981年 看台容量：5,110 (座席) 在比賽場地的西面，在新東看台建成前提供貴賓席。 伯明翰道看台 建築年期：1994 - 1995年 看台容量：8,900 (座席) 球迷稱為“伯明翰人道”（Brummie Road）， 位於龍門後方與A41公路相鄰，傳統核心主場球迷的看台， 但近年逐漸為斯梅西克看台所取代。 | 斯梅西克看台 建築年期：1994 - 1995年 看台容量：5,816 (座席) 位於比賽場地南面龍門之後，部份看台容納作客球迷， 其餘則為最嘈雜的主隊球迷佔據。 東看台 建築年期：2001年 看台容量：8,000 (座席) 取代以前的“彩虹看台”，包含球會的行政辦公室及其他設施。 |

### 歷史
西布朗在山楂球場比賽超過100年的歷史，這個黑鄉（Black Country，英格蘭密德蘭地區南斯塔福工礦區）球場是廿世紀第一個興建及啟用的英格蘭聯賽足球場，只用四個月時間，在1900年9月3日開幕。西布朗因舊主場史東利徑球場（Stoney Lane）租約期滿而遷入山楂球場。
由於初訂的租約只有14年，故山楂球場僅能容納35,500人，西布朗在1913年出資5,350英鎊購入球場後，才積極進行擴建。大戰後的1920年，西布朗奪得唯一的甲組聯賽冠軍的一年才首次裝設水泥看台，改善步伐加快，在1924年已能容納65,000人，1931年兩側看台加設座席。山楂球場在1949年成為首個裝置電子入閘機的英國球場，於1957年建立汛光燈供晚間比賽。
1964年開始的改建將山楂球場逐漸改變成現時的模樣，在舊漢茨華斯看台（Handsworth Stand）改建為東看台，耗資40,000英鎊，由於看台上4,000個七彩繽紛的座位而被稱為“彩虹看台”，舊看台的座位則遷移往伯明翰路的階梯看台。在1976/77年彩虹看台增建14個行政廂房及750個場邊座席，同時龍門兩頭的階梯看台亦進行改善工程，舊的夏福斯徑看台被拆卸分兩期由1979年至1981年重建成新的看台，再增26個行政廂房。
希斯布路球場災難發生後，山楂球場需按規定改為全座席球場，伯明翰路及斯梅西克的階梯看台重建為兩座新看台，由足球基金資助半數共用415萬英鎊，在1995年完工。全座席的山楂球場在1995年的拆禮物日正式揭幕，以1-0擊敗布里斯托城。彩虹看台在2001年元旦日以1-0擊敗班士利後拆卸，耗資750萬英鎊的東看台在2001/02賽季首場主場比賽正式啟用，以0-1負於甘士比，新看台使山楂球場成為全封閉球場，容量達到27,877人。隨著東看台落成，西布朗的行政部門、票務部及精品店在2002年初相繼遷入。同季西布朗獲得甲組《第二級》亞軍看動升級超聯，山楂球場靜待16年後終於可以再上演頂級聯賽的比賽。
2002年夏季西布朗引進革命性的聰明咭（Stilecard）入閘系統，夏福斯徑看台的入閘機同時更換。在超聯的首年，山楂球場將大屏幕改換為首創的闊屏幕。但位於東看台及伯明翰路轉角著名的活文酒吧（Woodman pub）則在2004年6月被拆卸讓路興建停車場。

## 球會榮譽

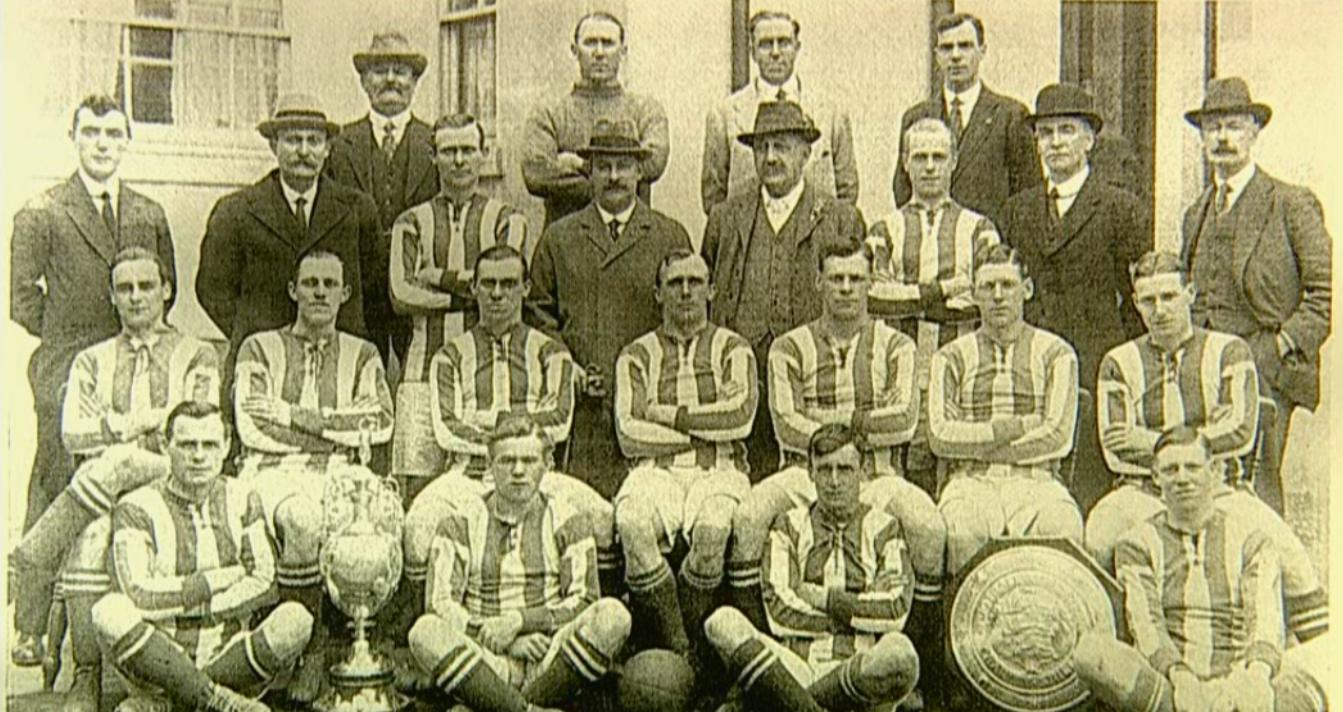
1920年聯賽及慈善盾冠軍隊

| 榮譽                       | 次數        | 年度                                     |
| 聯 賽 比 賽                | 聯 賽 比 賽 | 聯 賽 比 賽                              |
| -------------------------- | ----------- | ---------------------------------------- |
| 甲組聯賽〈I〉 冠軍         | 1           | 1919/20年；                              |
| 甲組聯賽〈I〉 亞軍         | 2           | 1924/25年、1953/54年；                   |
| 冠軍聯賽〈II〉 冠軍        | 1           | 2007/08年；                              |
| 乙組聯賽〈II〉 冠軍        | 2           | 1901/02年、1910/11年；                   |
| 冠軍聯賽〈II〉 亞軍        | 2           | 2009/10年、2019/20年；                   |
| 甲組聯賽〈II〉 亞軍        | 2           | 2001/02年、2003/04年；                   |
| 乙組聯賽〈II〉 亞軍        | 2           | 1930/31年、1948/49年；                   |
| 乙級聯賽〈III〉附加賽 冠軍 | 1           | 1992/93年；                              |
| 杯 賽 比 賽                |             |                                          |
| 足總杯 冠軍                | 5           | 1888年、1892年、1931年、1954年、1968年； |
| 足總杯 亞軍                | 5           | 1886年、1887年、1895年、1912年、1935年； |
| 足总青年杯 冠軍            | 1           | 1976年；                                 |
| 聯賽杯 冠軍                | 1           | 1966年；                                 |
| 聯賽杯 亞軍                | 2           | 1967年、1970年；                         |
| 慈善盾 冠軍                | 2           | 1920年、1954年*。* 並列                  |

## 球員名單（2024/25）
更新日期：2021年3月15日 (一) 11:39 (UTC) 
粗體字為新加盟球員

### 目前效力
| 編號  | 國籍           | 球員名字                             | 位置        | 出生日期       | 加盟年份 | 前屬球會     | 身價     |
| 門 將 | 門 將          | 門 將                                | 門 將       | 門 將          | 門 將    | 門 將        | 門 將    |
| ----- | -------------- | ------------------------------------ | ----------- | -------------- | -------- | ------------ | -------- |
| 1     | 英格兰         | 阿歷士·彭馬（Alex Palmer）           | 門將        | 1996年8月10日  | 2014     | 青年軍       | --       |
| 23    | 英格兰         | （Joe Wildsmith）                    | 門將        | 1995年12月28日 | 2024     | 打比郡       | 自由轉會 |
| 30    | 英格兰         | 泰德·簡恩（Ted Cann）                | 門將        | 2000年12月27日 | 2020     | 青年軍       | --       |
| 後 衛 |                |                                      |             |                |          |              |          |
| 2     | 英格兰         | 達尼爾·科朗（Darnell Furlong）       | 右閘/中堅   | 1995年10月31日 | 2019     | 昆士柏流浪   | 無透露   |
| 5     | 英格兰         | 基爾·巴特利（Kyle Bartley）          | 中堅        | 1991年5月22日  | 2018     | 史雲斯       | 無透露   |
| 6     | 奈及利亞       | 森美·艾查爾（Semi Ajayi）            | 中堅/防中   | 1993年11月9日  | 2019     | 洛達咸       | 無透露   |
| 14    | 挪威           | 托比莊·希甘（Torbjørn Heggem）       | 中堅/左閘   | 1999年1月12日  | 2024     | 布洛馬波卡納 | 無透露   |
| 24    | 義大利         | 基安盧卡·法保達（Gianluca Frabotta） | 左閘/左翼衛 | 1999年6月24日  | 2024     | 祖雲達斯     | 無透露   |
| 中 場 |                |                                      |             |                |          |              |          |
| 4     | 匈牙利         | （Callum Styles）                    | 中場/左翼衛 | 2000年3月28日  | 2024     | 班士利       | 無透露   |
| 7     | 英格兰         | 積·華萊士（Jed Wallace）             | 右翼/攻中   | 1994年3月26日  | 2022     | 米禾爾       | 自由轉會 |
| 8     | 爱尔兰         | 積臣·莫林比（Jayson Molumby）        | 中場/防中   | 1999年8月6日   | 2022     | 白禮頓       | 無透露   |
| 10    | 英格兰         | （John Swift）                       | 攻中/中場   | 1995年6月23日  | 2022     | 雷丁         | 自由轉會 |
| 11    | 刚果民主共和国 | （Grady Diangana）                   | 翼鋒/攻中   | 1998年4月19日  | 2020     | 韋斯咸       | 無透露   |
| 17    | 马里           | 奧士文尼·迪亞基迪（Ousmane Diakité） | 防中/中場   | 2000年7月25日  | 2024     | 哈特堡格     | 自由轉會 |
| 27    | 英格兰         | （Alex Mowatt）                      | 防中/中場   | 1995年2月13日  | 2021     | 班士利       | 自由轉會 |
| 前 鋒 |                |                                      |             |                |          |              |          |
| 9     | 奈及利亞       | 祖殊·馬查（Josh Maja）               | 前鋒        | 1998年12月27日 | 2023     | 波爾多       | 自由轉會 |
| 12    | 美国           | （Daryl Dike）                       | 前鋒        | 2000年6月3日   | 2022     | 奧蘭多城     | 無透露   |
| 18    | 英格兰         | 卡蘭·格蘭（Karlan Grant）            | 前鋒/左翼   | 1997年9月18日  | 2020     | 哈特斯菲     | 無透露   |
| 22    | 爱尔兰         | 米奇·莊士東（Mikey Johnston）        | 左翼/右翼   | 1999年4月19日  | 2024     | 些路迪       | 無透露   |
| 31    | 英格兰         | 湯·費路斯（Tom Fellows）             | 右翼/左翼   | 2003年7月25日  | 2021     | 青年軍       | --       |
| 44    | 牙买加         | （Devante Cole）                     | 前鋒        | 1995年5月10日  | 2024     | 班士利       | 自由轉會 |

1. ↑  據報為1,800萬鎊。[14]
2. ↑  據報為1,500萬鎊。[20]
3. ↑  據報為300萬鎊。[22]

### 借用球員
| 編號 | 國籍     | 球員名字                    | 位置      | 出生日期       | 加盟年份 | 借用球會   | 借用年期  |
| ---- | -------- | --------------------------- | --------- | -------------- | -------- | ---------- | --------- |
| 3    | 牙买加   | （Mason Holgate）           | 中堅/右閘 | 1996年10月22日 | 2024     | 愛華頓     | 24/25球季 |
| 19   | 英格兰   | 路易斯·杜賓（Lewis Dobbin） | 翼鋒/前鋒 | 2003年1月3日   | 2024     | 阿士東維拉 | 24/25球季 |
| 20   | 塞尔维亚 | （Uroš Račić）              | 中場/防中 | 1998年3月17日  | 2024     | 薩斯索羅   | 24/25球季 |

### 外借球員
| 編號 | 國籍   | 球員名字                      | 位置 | 出生日期      | 加盟年份 | 外借球會     | 外借年期  |
| ---- | ------ | ----------------------------- | ---- | ------------- | -------- | ------------ | --------- |
| 15   | 英格兰 | 基立·泰萊（Caleb Taylor）     | 中堅 | 2003年1月14日 | 2021     | 韋甘比       | 24/25球季 |
| --   | 英格兰 | 祖殊·格菲斯（Josh Griffiths） | 門將 | 2001年9月5日  | 2019     | 布里斯托流浪 | 24/25球季 |

### 離隊球員
| 編號             | 國籍             | 球員名字                                    | 位置             | 出生日期         | 加盟年份         | 加盟球會         | 身價             |
| 2024年夏季轉會窗 | 2024年夏季轉會窗 | 2024年夏季轉會窗                            | 2024年夏季轉會窗 | 2024年夏季轉會窗 | 2024年夏季轉會窗 | 2024年夏季轉會窗 | 2024年夏季轉會窗 |
| ---------------- | ---------------- | ------------------------------------------- | ---------------- | ---------------- | ---------------- | ---------------- | ---------------- |
| 3                | 英格兰           | 干拿·唐辛（Conor Townsend）                 | 左閘/左翼衛      | 1993年3月4日     | 2018             | 葉士域治         | 無透露           |
| 4                | 科特迪瓦         | 施歷·傑比（Cédric Kipré）                   | 中堅             | 1996年12月9日    | 2020             | 蘭斯             | 自由轉會         |
| 10               | 蘇格蘭           | （Matt Phillips）                           | 左翼/右翼        | 1991年3月13日    | 2016             | 牛津聯           | 季後放棄         |
| 15               | 荷兰             | （Erik Pieters）                            | 中堅/左閘        | 1988年8月7日     | 2022             | 盧頓             | 季後放棄         |
| 16               | 英格兰           | （Martin Kelly）                            | 中堅/右閘        | 1990年4月27日    | 2022             | --               | 季後放棄         |
| 21               | 加纳             | 班頓·湯馬士-阿辛迪（Brandon Thomas-Asante） | 前鋒/翼鋒        | 1998年12月29日   | 2022             | 高雲地利         | 無透露           |
| 32               | 冈比亚           | 莫度·法爾（Modou Faal）                     | 前鋒             | 2003年2月11日    | 2021             | 域斯咸           | 無透露           |
| 35               | 土耳其           | （Okay Yokuşlu）                            | 防中/中場        | 1994年3月9日     | 2022             | 特拉布宗         | 無透露           |
| --               | 威尔士           | 薩克·艾殊禾夫（Zac Ashworth）               | 左閘/中堅        | 2002年9月6日     | 2021             | 黑池             | 無透露           |
| 借 用 歸 還      |                  |                                             |                  |                  |                  |                  |                  |
| 21               | 北爱尔兰         | （Paddy McNair）                            | 中堅/防中        | 1995年4月27日    | 2024             | 聖地牙哥FC       | 借用歸還         |

1. ↑  據報為75萬鎊。[30]
2. ↑  據報為50萬鎊。[42]